# جزر بابيرينغ
جزر بابيرينغ هي مجموعة من الجزر التابعة لمقاطعة سولاوسي الجنوبية الإندونيسية وتقع غرب جزيرة سولاوسي وتنتشر هذه الجزر شمال غرب مدينة ماكاسار.